# Strepsirrhini
Strepsirrhini ili Strepsirhini (grč. στρεψίς – strepsis = uvrnuto, vijugavo, u vidu zareza + ῥινός - rinos = nos), strepsirini ili mokronosci (preciznije: mokronosničari), podred su primata u kojem su lemuroliki predstavnici (Lemuriformes) sa lemurima Madagaskara, galago („bushbabies” – bebe grmlja), poto iz Afrike i lori iz Indije i jugoistočne Azije. Pripada im i podred izumrlih adapiformnih (Adapiformes) primata, raznolike i široko rasprostranjene grupe tokom eocena, pre 56 do 34 miliona godina. Adapidi su naseljavali Evropu, Severnu Ameriku i Aziju. Nakon klimatskog zahlađenja, na severnoj hemisferi su iščezli. Pretpostavkja se da su poslednji adapidi izumrli krajem miocena (pre ~7 miliona godina). Adapiformni primati se ponekad nazivaju „lemuroliki”, iako raznolikost ni lemura ni adapiformnih primata ne podržava ovo poređenje.

## Imenovanje
Ime ovog podreda je prvi puta koristio francuski prirodnjak Eten Žofrua Sent-Iler, 1812. kao subordinirajuću kategoriju u poređenju sa grupama Platyrrhini (majmuni Novog sveta) i Catarrhini (majmuni Starog sveta).
Kada je britanski zoolog Redžinald Ajnes Pokok oživio termin Strepsirrhini i definisao Haplorhini, 1918. godine, on je izostavio drugo 'r' iz oba ( i  umesto  i ). Iako nije uklonilo drugo 'r' iz Platyrrhini ili Catarrhini, koje je imenovao Etjen Žofroa 1812. Nakon Pokoka, mnogi istraživači su nastavili da pišu Strepsirrhini sa jednim "r", sve dok primatologinje Polina Dženkins i Prudens Neper, nisu su ukazale na grešku, 1987.

## Osobenosti i taksonomska pripadnost
Dve vodeće taksonomske klasifikacije za ovaj podred dele recentne strepsirine u dve superfamilije: Lemuroidea i Lorisoidea, unutar dva pripadajuća infrareda (Lemuriformes i Lorisiformes). Podred obuhvata srodnu grupu, a zamenio je širokoj upotrebljavani, a sada zastareli, naziv podreda Prosimii („polumajmuni”), koji je uključivao mokronosce i avetnjake (tarzijuse). Grupiranje se zasniva prvenstveno na zajedničkim anatomskim osobenostima. Danas su iz mokronosaca isključeni avetnjaci, koji su sada klasifikovani u drugi velikim podred primata: Haplorrhini, zajedno s repatim majmunima i antropoidima. Strepsirine se često neprimereno nazivaju „živi fosili”. Umesto toga, potrebno je shvatiti da su oni nezavisno evoluirali milionima godina pod uticajem prirodnog odabiranja i da su divergirali popunjavanjem mnogih ekoloških niša. Neke od njihovih osobenosti mogu se izvesti iz simpleziomorfnih predačkih primata, dok su ostale jedinstvene za mokronosce.
Strepsirine su definisane mokrim nosem (rhinarium). Oni takođe imaju manji mozak od simija uporedive veličine, velike olfaktorne (mirisne) režnjeve, a posebni vomerskononi organ (u korenu nosne pregrade) za registrovanje feromona, dvorge maternice sa epitelohorionskom placentom.
Oči ove grupe primata sadrže reflekcijski sloj koji poboljšava noćno gledanje, a anatomija njihovih očnih duplji uključuje okoloočnu prstenastu kost, ali im nedostaje zid tankih kostiju iza toga. Ovi primati proizvode vlastiti vitamin C, dok ga haplorini primati moraju pribaviti iz hrane. Lemuriformne primata odlikuje „zubni češalj“, specijalizovani set prednji zuba, a donji deo usta se uglavnom koristi za češljanje krzna pri osobnom doterivanju. Gusti češalj se često pogrešno koristi za karakterizaciju svih mokronosaca. Umesto toga, lemuriformni primati su jedinstveni i ne mogu se uvrštavati među adapiformne. Lemuriformi se, kao i bonoboi, uređuju i ustima, a takođe imaju i kandže za doterivanje na drugom prstu svakog stopala, za grebanje u oblastima koje su nedostupne ustima i jeziku. Nejasno je da li su ovakve kandže imali i adapiformni primati.
Taksonomija mokronosaca je kontroverzna i ima komplikovanu istoriju. Konfuznu taksonomsku terminologiju i pojednostavljenje anatomskih poređenja stvorili su zablude o filogenetici primata i strepsirina. To ilustruje i medijska pažnja koja okružuje jednostavni „Ida” fosil u 2009. godini. Mokronosci su se izdvojili od suhonosnih primata u blizini početka adaptacijske radijacije primata, pre između 55 i 90 miliona godina. Datiranja divergencije na starije periode su bazirana na genetičkoj analizi tzv. molekularni sata, dok su mlađi datumi zasnovani na oskudnim fosilnim tragovima. Lemuriformni primati su možda evoluirali iz oblika potporodice Cercamoniinae ili porodice Sivaladapidae, od kojih su obe bile adapiformne grupe, koji možda potiču iz Azije. Nekada se mislilo da su evoluiral iz porodice Adapidae, specijaliziranijeg i mlađeg ogranka adapiformnih primata, prvenstveno iz Evrope.
Lemuri su na Madagaskar „dosplavarili” pre između 47 i 54 miliona godina, dok su se lori oblici, od afričkog galagoa, odvojili pre oko 40 miliona godina, a kasnije su kolonizovali Aziju. Svi, živi i izumrli, mokronosci su eološki raznoliki, iako su svi su prvenstveno drvo-stambeni („arborealni“). Većina dnevnik lemuriformnih primata su noćne životinje, dok je većina izumrlih adapiformnih bile dnevne. I recentne i izumrle grupe prvenstveno se hrane voćem, lišćem i insektima. Mnogi od današnjih su ugrožene vrste, zbog uništavanja staništa lova na divljać, u potrazi za „mesom iz žbunja“ (bushmeat) i hvatanja živih primeraka za trgovinu egzotičnim kućnim ljubimcima.

## Klasifikacija
Primati Strepsirrhini su prvi put grupirani u rod Lemur, što je uradio švedski takonom Karl fon Line u 10. izdanju Systema Naturae, objavljenom u 1758. U njegovo vreme, samo tri vrste su bile priznate, od kojih se jedna (kolugo) više ne priznaje kao primat. U 1785. godini, holandski prirodnjak Piter Bodert podelio je rod Lemur u dva roda: Prosimia (lemuri, kolugo i tarzijusi (avetnjaci) i Tardigradus za lorise). Deset godina kasnije, E. Žofroj i Žorž Kivje grupisali su tarzijuse i galagoe zbog njihovih morfoloških sličnosti, što je podržao i nemački zoolog Johan Karl Vilhelm Iliger, koji ih stavlja u porodicu Macrotarsi, dok lemure i tarzijuse svrstava u grupu prosimija (Prosimii)1811. godine. Uvažavanje tarzijusi-galago klasifikacije nastavljeno je dugi niz godina, sve do 1898. godine, kada je holandski zoolog Ambrosius Hjubreht, u ove dve grupe, uočio dva različita oblika formiranja posteljice, na osnovu čega izdvaja dve grupe.
Engleski komparativni anatom Vilijam Henri Flauer je kreirao podred Lemuroidea 1883. godine razlikujući ove primate od iz simija (majmuna), koje je engleski biolog Sent Džordž Džekson Mivat uvrstio u podred Anthropoidea (= Simiiformes). Prema Flaueru, podred Lemuroidea sadrži porodice Lemuridae (lemuri, lori i galago), Chiromyidae (aj-aj polumajmun), i Tarsiidae (avetnjaci). Naziv Lemuroidea je kasnije zamijenio Illigeru podred Prosimii. Mnogo godina ranije, 1812. godine, E. Žofroj je prvi nazvao podred Strepsirrhini, u koji je uključivao i tarzijuse. Ova taksonomija je ostala nezapažena sve do 1918. godine, kada je prema strukturi nosa, Pokok vratio u upotrebu naziv podreda Strepsirrhini, a se tarzijuse i simijske majmune uključuje u novi podred Haplorhini. To nije bilo primenjivano sve do 1953. Godine, kada je britanski anatom Vilijam Hil napisao celokupni tom o anatomiji strepsirina, pa je Pokokova taksonomska sugestija zapažena i ušla u široku upotrebu. Od tada, taksonomija primata je prešla relacije između Strepsirrhini-Haplorhini i Prosimii-Anthropoidea više puta. Glavnina akademske literature daje osnovni okvir za taksonomiju primata, obično uključujući i nekoliko potencijalnih taksonomski okvira. Iako se većina stručnjaka slaže sa modelima filogenije, mnogi se ne slažu oko gotovo svakog nivoa klasifikacije, a preveliki broj revizija samo još usložnjava odavno prisutnu konfuziju u ovoj oblasti.
| 2 infrareda | 3 infrareda |
| --- | --- |
| - Podred - Infrared, izumrli: - Superfamilija, izumrli: - Familija, izumrli: - Familija, izumrli: - Familija, izumrli: - Infrared: - Superfamilija - Familija izumrli: - Familija - Familija − Aj-aj - Familija - Familija - Familija -{Lepilemuridae - Familija, izumrli: - Familija, izumrli: - Superfamilija - Familija - Familija | - Podred - Infrared, izumrli: - Superfamilija, izumrli: - Familija, izumrli: - Familija, izumrli: - Familija, izumrli: - Infrared: - Superfamilija: - Familija, izumrli: - Familija - Familija - Familija - Familija - Familija - Familija, izumrli: - Familija, izumrli: - Infrared - Superfamilija - Familija - Familija |

### Subordinacijske kontroverze
Rasprave o filogenetskim vezanma i odnosima, najčešće se ponavljaju u primatologiji 1970-ih, 1980-ih i početkom 2000-ih. Neslaganja su posebno uočljiva u pitanju filogenetskog položaj tarzijusa (avetnjaka) u odnosu na simije (majmune) i i druge prosimije (polumajmune). Oni su najčešće smešteni u podred Haplorhini sa simijama ili u podred Prosimii sa strepsirinima. Prosimii je jedna od dve tradicionalne podgrupe, a i ne temelje se primarno na evolucijskoj razdeobi. To je grupa koju više vežu anatomske osobine nego filogenetske grane, dok je Strepsirrhini-Haplorrhini taksonomija zasnovana na evolucijskim odnosima. Ipak, oba sistema i dalje postoje jer Prosimii-Anthropoidea taksonomija je odavno poznata i često viđena u istraživačkoj literaturi i udžbenicima.
Strepsirine su tradicionalno okarakterisane po nekoliko predačkih osobina koje ne dijele sa simijama, a posebno rhinarium. S obzirom da se smatra da su bliski srodnici avetnjacima, omomiiformni primati su klasifikovani kao haplorini. Međutim, razmak od korena gornjih sekutića ukazuje na to da su možda imali rhinarium kao i streptirini. Ostali mokronosničari imaju duge njuške, zamršeni maksilopokretački kompleks, relativno veliki mirisni organ, a manji mozak. Gusti češalj za češanje i uređivanje je takođe zajedničko, što se susreće i među lemuriformnim primatima, iako se često i pogrešno koristi za definiranje grane strepsirina. Često se spominje i „strepsirinsko češljanje” ili se uz referiranja na Strepsirrhini uzimaju „češljasti zubi primata”, što se takođe može naći u literaturi. Međutim, jednoj grupi (Adapiformes) ovih primata nedostaje „pribor” za češljanje. Gusti češalj je stoga primarni zaštitni znak lemuriformnih primata, iako ga je najmanje jedna porodica zadržala, ali u izmenjenom obliku. Strepsirinski primati su takođe ujedinjeni u posedovanju jednostavne placente, epiteliohorionske posteljice. Za razliku od avetnjaka i saimija, sposobni su za biosintezu vitamina C i ne moraju ga uzimati purem ishrane. Dalji genetički dokazi putem zajedničkog posedovanja tri SINE markera u analizi odnosa između tarzijusa i simija, potvrđuju ih kao granu suvonosaca. Zbog istorijskog mešanja grupa koje su uključivale avetnjake i bliske srodnike primata, kao i podredovi Prosimii, i Strepsirrhini su prozvani „nižim primatima”. Bez obzira na to grane Strepsirrhini i Haplorrhini se uglavnom prihvaćene i posmatrene kao preferirana taksonomska podela. Tarzijusi liče na strepsirine i aimije na različite načine i od početka postoji podela između strepsirina, tarzijusa i simija. Ta podela je drevna i teško će se rešiti. Treći taksonomski aranžman sa tri podvrste se ponekad takođe koristi: Prosimii, Tarsiiformes. Pojam prosimije (polumajmuni) se više ne koristi u službenim taksonomijama, ali se još uvek koristi za ilustraciju ponašanja u ekologiji tarzijusa u odnosu na druge primate.

### Klasifikacija infrareda i kladogramska terminologija
U okviru grupe Strepsirrhini, dve zajedničke klasifikacije uključuju ili dva (Adapiformes i Lemuriformes) ili tri (Adapiformes, Lemuriformes, Lorisiformes) infrareda. U nekim taksonomijama se i Daubentoniidae (aj-aj polumajmuni) stavljaju u svoj infrared, Chiromyiformes, dok se u nekim slučajevima, Plesiadapiforms uključeni u red primata. Tada se Euprimates se ponekad tretiraju kao podred sa Strepsirrhini i postaju infrared, a Lemuriformes i drugi postaju parvoredovi. Bez obzira na infraorodovsku taksonomiju, Strepsirrhini se sastoji od tri rangirane superporodice i 14 porodica, od kojih je sedam su izumrlih. Tri od tnjih su uključene u nedavno izumrlia (subfosile) gigantskih lemura sa Madagaskara, od kojih su mnogi izumrli u zadnjih 1.000 godina, nakon što su ljudi okupirali to ostrvo.
Kada se Strepsirrhini podele u dva infrareda, grana sadrži sve „češljozube” primate pa se može nazvati i Lemuriforms. Podela u tri infrareda, termin „lemuriforms” se odnosi samo na madagaskarske lemure, a češljozubi primati se nazivaju ili „krunasti mokronosci” (strepsirini) ili „postojeći strepsirini”. Konfuzija ove specifične terminologije s op[tim pojmom „strepsirine”, uz pojednostavljivanje anatomskih poređenja i nejasnih zaključaka, može dovesti do zablude o filogenezi primata i nesporazuma oko primata iz eocena. To je moguće zato što skeletoni adapiformnih primata dele jake sličnosti sa lemurima i lorisidima, pa su ih istraživači često označavali kao „primitivni” strepsirini, preci lemura ili sestrinska grupa današnjih strepsirina. Oni su uključeni u Strepsirrhini, a ismatraju se osnovnim članovima grane. Iako je njihov status kao pravih primata nije upitan, nejasan je odnos između adapiformnih i drugih živih i fosilnih primata, što dovodi do višestruke klasifikacije unutar grupe Strepsirrhini. Često se i adapiformne grupe stavljaju u svoj infrared, a na osnovu anatomskih razlika unutar lemuriformnih primata i njihovih nejasnih odnosa. Kada se naglase zajedničke osobine s lemuriformima (koji mogu ili ne moraju da budu sinapomorfni), oni se ponekad redukuju do porodice unutar infrarede Lemuriformes (ili natporodice Lemuroidea).
Prvi fosil adapiformnih primata (Adapis parisiensis) opisao je francuski prirodnjak Žorž Kivje 1821. godine, koji je srodan sa oblikom Hyrax (’le Daman), a zatim se smatra članom reda pod sada zastarjelim nazivom Pachydermata (debelokošci). On nije prepoznat kao primat, što je ponovo procenjeno u ranim 1870-im godinama. Izvorno, svi adapiformni su uključeni u porodicu Adapidae, koja je podeljena u dve ili tri podporodice: Adapinae, Notharctinae, a ponekad i Sivaladapinae. Svi severnomerički adapiformsni nalazi se stavljaju pod Notharctinae, dok se oblici Starog svete obično ubrajaju u Adapinae. Oko 1990-ih, počele su se prikazivati dve različite grupe evropskih „adapida”, na osnovu razlike u postkanijskom kosturu i zubim. Jedan od ova dva evropska oblika je identifikovan kao Cercamonii, koje su u vezi sa notarktoidima (uglavnom u Severnoj Americi, dok druga grupa spada u tradicionalne klasifikacije adapid. Tri glavne adapiform grupe se sada obično smatraju kao tri porodice unutar Adapiformes (Notharctidae, Adapidae i Sivaladapidae), ali su u upotrebi i druge podele u rasponu od jedne do pet porodica.

## Anatomija i fiziologija
Svi lemuriformi poseduju specijaliziranu zubnu strukturu zvanu češalj, s izuzetkom aj-aj polumajmuna, kod kojih je izmenjena u dva kontinuirano rastuća sekutića (ili očnjaka), slično onima kod glodara, a iza njih su premolari u obliku očnjaka. Upotrebljavaju se tokom oralnig uređivanja krzna. Zubni češalj se sastoji od dva ili četiri niza donjih sjekutića i očnjaka u ležećem položaju iza kojih slede pretkutnjaci u obliku očnjaka. Dlake koje se nakupljaju između zuba se pročešljaju uklanjaju pomoću poleđine jezika ili „podjezika”. Lemuriformes takođe imaju istu strukturu na drugom prstu svakog stopala, dok izumrli infrared Adapiformes nije imao češalj. Umesto toga, njihovi donji sjekutići variraju u orijentaciji, od donekle ležećeg položaja da nešto vertikalnog, a donji očnjaci su projektovani prema gore i često su bili istaknuti. Možda su imali i kandže za češljanje.
Kao i kod svih primata, orbite očnh duplji i strepsirini imaju zaštitni koštani prsten preko kojeg se ostvaruje veza između frontalnih i jagodičnih kostiju. U obe grupe, kod recentnih i izumrlih strepsirina, nedostaje tanak koštani spoj iza oka, zvani postorbitni zastor, koji postoji samo još kod u haplorinih primata. Oči strepsirina su usmerene prema napred, pa imaju stereoskopski vid. Među živim mokronosničarima, većina ili sve vrste poseduju reflektivni sloj iza očne mrežnjače, pod nazivom a tapetum lucidum, što poboljšava vid i pri slabom svetlu, ali im nedostaje ovea centralis, što poboljšava vid danju. Ovo ih razlikuje od tarzija, kojima nedostaje tapetum lucidum, ali imaju foveu.
Strepsirinski primati imaju relativno znatno veći mozak u poređenju sa većinom sisara. U odnosu na majmune, međutim, oni imaju mali, relativno na veličinu tela. Takođe, oni se ističu po nepovezanim donjeviličnim mandibulskim simfizama, dok je njihova povezanost bila uobičajena kod adapiformnih primata. Nekoliko izumrlih gigantskih lemura takođe su imali fuzionirane simfize. Mnoge noćne vrste imaju velike, međusobno nezavisno pokretne oči.
Struktura srednjeg i unutrašnjeg uva strepsirina se razlikuje od one kod lemura i lorisoida. Kod lemura, bubna duplja, koja okružuje srednje uvo, je proširena. To stvara izvanbubni prsten, koji podržava bubne opne. Ovo svojstvo je također viđeno i kod adapiformnih grupa. Lorisoidi, međutim, imaju manje okolobubnične duplje iokolni prsten postaje priključen na rubu slušnog kanala. Bubne šupljine lorisoida takođe imaju dva dodatna vazdušna prostora, kojih nema kod lemura. Kod orisoidia i lemura porodice Cheirogaleidae unutrašnje karotidne arterije su zamenjene proširenom širećom faringsnom arterijom. Mokronosničari takođe poseduju distinktivne odlike u kostima stopala i gležnja, po kojima se razlikuju od haplorina, kao što je spušteni spoj talus-fibula i postoji razlika u položaju flexor hallucis dugog mišića (fleksora fibule) tetive na talusu. Ove razlike daju strepsirinima sposobnost složenije rotacije skočnog zgloba i stopala pa se ono može stalno obrtati, ili da bude okrenuto prema osi simetrije (unutra), što je adaptacija za vertikalnu potporu.
Seksualni dihromatizam (različiti obrasci obojenosti mužjaka i ženki) zapaža se kod većine vrsta smeđih lemura, ali inače lemuri ispoljavaju male ili nikakve međuspolne razlike u veličini tela ili mase. Ovo odsustvo polnog dimorfizma nije karakteristika svih strepsirina. Neki adapiformni predstavnici su bili seksualno dimorfni, s mužjacima koji imaju veći leđni greben na vrhu lobanje za koji se vežu vilični mišići i očnjake. Lorisoidi takođe ispoljavaju izvesne seksualne dimorfizme, ali su mužjaci obično ne više od 20% veći u odnosu na ženke.

### Rinarijum i čulo mirisa
Rinarijum je vlažna, gola površina oko nozdrva većine sisara. U naučnoj upotrebi obično se naziva „mokra njuška” ili „mokri nos”, zbog vlažnog i sjajnog izgleda. Utor u njegovom centru, koji ide do usta, zove se filtrum (philtrum).
Mokronosničari imaju dugu njušku koja se završava u vlažnom i na dodir osetljivom rinarijumu, sličnom onom kod pasa i mnogih drugih sisara. Rinarijum je okružen zaliscima, koji su takođe osetljivi na dodir. Zamršeni pokretači gornje vilice na unutrašnjoj strani nosa, greju i vlaže ulazni vazduh, dok je mirisni receptor glavni mirisni organ koji oblaže nosnu šupljinu i u vazduhu otkriva mirise. Po svojoj veličini, mirisni bulbusi lemura se mogu porediti s onima kod drugih sisara koji žive na drveću.
Na površini rinarijuma nema mirisnih receptora, tako da ne služi za mirisanje isparljivih supstanci. Umesto toga, ona ima receptore koji su osetljivi na dodir (Merkelove ćelije). U rinarijumu je gornja usna usko povezana sa desnima (gingivama). Nabor sluznice se naziva filter (filtrum), koji se proteže od vrha nosa do usta (gornje usne). Tom vezom, gornja usna je ograničena i ima manje živaca za kontrolu pokreta, što ostavlja manje mogućnosti za pokretljivost gornje usne nego kod majmuna (simijuma).
Rinarijum strepsirina može prikupljati relativno slabo isparljive, fluidne hemijske draži na bazi feromona i preneti ih u vomeronosni organ (VNO), koji se nalazi ispod i ispred nosne šupljine, iznad usta. VNO je povezan sa ustima kroz nepčanu hrskavičnu strukturu koja komunicira sa otvorom sekutića. Na kraju prolazi kroz tvrdo nepce ispred usta i izolovan je od vazduha koji prolazi kroz nosne šupljine. Tečnost prolazi iz rinarijuma do usta, a zatim se penje u nasopalatinski kanal do VNO, a podaci se prenose na odatni mirisni sistem, koji je kod streptirina relativno velik. Od dodatnog mirisnog režnja, primljene informacije se prosleđuju na moždano amigdaloidno jezgro, koje obrađuje emocije, a zatim u hipotalamus, koji koordinira osnovne telesne funkcije i metaboličke procese. Ovaj put se razlikuje od onog neuronskog toka koji koristi glavni mirisni sistem.
Svi lemuriformi imaju VNO, kao i tarzijusi i neki majmuni Novog sveta. Adapiformi imaju prazninu (razmak) između gornjih sekutića, što ukazuje na moguće prisustvo VNO. Međutim, postoji neka neslaganja oko toga da li su ili nisu posedovali rinarijum.

### Fiziologija reprodukcije
Recentni strepsirini imaju epiteliohorionske posteljice, gde krv majki ne dolazi u direktan kontakt sa fetusom, kao kod hemohorionske posteljice haplorinea. Strepsirinska maternica ima dve komore, tj. dvoroga je. Uprkos tome što je trudnoća slična haplorinima uporedive veličine, kod strepsirina je brzina rasta fetusa obično manja, što rezultira pojavom da su potomci nešto manji od jedne trećine veličine novorođenčadi haplorina. Recentni strepsirini takođe imaju niži osnovni metabolizam, koji raste kod žeki tokom trudnoće, što dodatno opterećuje majku.
Većina primata ima dve mlečne žlezde, ali unutar strepsirina njihov broj i položaj variraju. Osman Lorisidi ih imaju dva para, dok drugi, kao što je prstenorepi lemur, imaju jedan par na grudima (grudne). Aj-aj takođe ima dve mlečne žlezde, ali se nalaze u blizini prepona (preponske). Klitoris je ponekad uvećan i viseći, (pseudo-penis), nalik na muški polni organ, što identifikaciju rodova, za posmatrača, može učiniti teškom. Klitoris može imati i onutrašnju koščatanu strukturu, sličnu penisnoj kosti (baculum) mužjaka. Većina muških primata imaju bakulum, ali je obično veći kod strepsirina i obično se na vrhu račva.

## Etologija
Približno 75% recentnih strepsirina su noćne životinje, koje spavaju u gnezdima od lišča i grančica drveća, koje prikupe tokom dana. Svi lorisidi kontinentalne Afrike i Azije su noćnici u okolnostima približnim antropoidima svog područja, koji su aktivni danju.
Pretpostavlja se da takav način života minimizira njihovu kompeticiju sa antropoidima koji su dnevne životinje. Lemuri sa Madagaskara, koji žive u odsustvu antropoida, imaju mnogo promjenljivije životne cikluse. Aj-aj, mišji lemuri, runasti lemuri i vižljasti lemuri su noćni, dok su prstenorepi lemur i mnogi njegovi srodnici, sifake i indri dnevne životinje. Ipak, neki ili svi smeđi lemuri (Eulemur) su katemeralni, što znači da mogu biti aktivni tokom dana ili noći, ѕavisno од faktora, kao što su temperatura i predatori. Mnogi postojeći strepsirini su dobro prilagođeni za noćne aktivnosti, jer imaju relativno velike oči, velike, pokretne uši, osetljive taktilne dlake, jak osjećaj mirisa i tapetum lucidum iza mrežnjače (retine). Među (izumrlim) adapiformima, za većinu se misli da su bili dnevni, s izuzetkom Pronycticebus i Godinotia iz srednjeg eocena Evrope. Imali su velike orbite koje ukazuju na noćne aktivnosti.
Reprodukcija većine vrsta strepsirinа ima tendenciju da bude sezonska, posebno u lemura. Ključni faktori koji utiču na sezonske reprodukcije uključuju dužinu vlažne sezone, naknadnu dostupnost hrane i vreme polnog sazrevanja. Kao i drugi primati, strepsirhini su relativno sporo rastući u odnosu na druge sisare. Periodi bremenitosti i intervali izumeđu rađanje su obično dugi, a mladi se razvijaju polako, baš kao u haplorinih primata. Za razliku od antropoida, neki strepsirini imaju i blizno potomstvo sa dva ili tri mladunca, iako su neki imaju samo po jednog. Oni koji daju više potomaka grade gnezda za svoje mlade. Smatra se da su ove dve osobine grupe u stvari nasleđene od zajedničkog pretka (Simplesiomorfija). Novorođeni su relativno mobilni, ali nisu koordinirani kao mladi kopitari. O dojenčadi brine majka, u relativno produženom periodu u odnosu na mnoge druge sisare, a u nekim slučajevima, dojenčad se udovima drže za krzno majke.
Uprkos relativno manjem mozak u poređenju sa na drugim primatima, lemuri su pokazali takav nivo operativne inteligencije u rešavanju problema, koja se može porediti sa onom kod antropoida. Međutim, njihova socijalna inteligencija se razlikuje, često i naglašavajuće i unutar grupe, uključujući i inteligenciju saradnje. To može biti posledica prilagođavanja na nepredvidivu okolinu. Iako kod lemura nisu uočene pojave korištenja objekta kao alata u divljini, oni u zatočeništvu mogu biti osposobljeni i za takve aktivnosti, pokazujući osnovno razumevanje o funkcionalnim svojstvima objekata koje koriste.

### Društveni sistemi i komunikacija
Noćni strepsirini se tradicionalno opisuju kao „usamljenici”, iako ovaj pojam više ne prihvataju istraživači koji ih uče. Mnogi iskazuju složene i raznovrsne modele društvene organizacije, često se preklapaju zavičaji i domovi, pokretanje socijalnog kontakta noću i deljenje lokacija spavanje u toku dana. Čak su i sistemi parenja promenljivi, što se vidi kod runastih lemura, koji žive u monogamnim zajednicama. Zbog ove društvene različitosti među njima (usamljeni ili društveni), čiji je nivo socijalne interakcije uporediv sa onim kod dnevnih simija, alternativne klasifikacije predlažu da se naglasi njihova društvenost, raštrkanost ili samotnjačka priroda.
Među recentnim strepsirinima, samo dnevni i katemeralni (dnevno-noćni) lemuri su evoluirali ka životu u gripama sa više mužjaka i više ženki, što se poredi sa više dnevnih simija. Ova socijalna osobina je uočena i kod dva recentna lemura porodice Indriidae i Lemuridae. Na osnovu toga, matra se da su evoluirale samostalno. Grupe društvenih lemura su manje nego u simija i, bez obzira na sličnosti, strukture zajednice se razlikuju. Dominacija ženki (matrijarhat) je retkost kod simija, a prilično je česta u lemura. Mokronosci provode znatnu količinu vremena u međusobnom češkanju i češljanju, kao modelu društvenog obreda. Kada lemuriformni primati uparuju i udvaraju, oni međusobno ližu krzno, a zatim se raščešljavaju svojim češljevima i kandžama. Takođe koriste svoje češljeve na kandžama za mjesta na telu na koja ne mogu doći svojim ustima.
Kao i majmuni Starog sveta, strepsirini se oslanjaju na obeležavanje mirisom, za mnogo od svojih komunikacija. To uključuje razmazivanje sekreta iz epidermnih mirisnih žlezda na granama drveća, zajedno sa urinom i izmetom. Ispoljavaju se i različiti položaji tela i geste mogu, iako je njuška duga, a usne nepokretne, što slabi izražajnost lica. Zvukovni pozivi su kratkog dometa, ali ima i dalekometnih poziva, kao i hitnih (alarmnih) poziva Noćne vrste su više ograničene nedostatkom svjetla, pa se njihov komunikacijski sistemi razlikuju od onih kod dnevnih; često se koriste dozivi dugog dometa u potrazi za svojom teritorijom (vidi: teritorijalnost).

### Lokomocija
Dnevni strepsirini pretežno žive na drveću, a samo prstenorepi lemur provodi dosta vremena na tlu. Većina vrsta su četvoronošci u krošnjama drveća, uključujući i pet rodova manjih, noćnih lemura. Galago, indriidi, vižljasti lemuri i bambusni lemuri skaču vertikalne površine, a indriidi su visokospecijalizovani za vertikalno veranje i skakanje. Lorisidi se kreću sporo i slabi su penjači. Analize izumrlih postkranijskog kostura adapiformnih primata ukazuju na razne oblike lokomotornog ponašanja. Evropski Adapis, Palaeolemur i Leptadapis imali su adaptacije za sporo penjanje poput lorisida, iako su možda bili četvoronožni trkači kao i mali majmuni Novog sveta. Notharctus i Smilodectes iz Severne Amerike i Europolemur iz Evrope ispoljavaju poredivost sa lemurima koji se drže, veru i skaču, ali nisu bili tako specijalizovani za vertikalno veranje kao indriidi, što ukazuje na to da su se kretali duž grana i nisu toliko skakali. Čini se da su Notharctids, Cantius i Pronycticebus bili agilni četvoronošci na drveću, uz adaptacije koje su uporedive sa smeđim lemurima.

### Ishrana
Primati se prvenstveno hrane voćem (uključujući i semenke), lišćem (uključujući i cveće) i životinjskim plenom (zglavkari, sitni kičmenjaci i jaja). Ishrana se značajno razlikuju zmeđu vrsta strepsirina. Kao i drugi listojedni (folivori), neki mokronosci mogu da vare i celulozu i hemicelulozu. Neki strepsirini, kao što je galago, vitki lori i angvantibo su pre svega bubojedi. Druge vrste, kao što su viljuškasti i lemuri sa iglastim kandžama, specijalizovani su za žvakanje drveta, dok su indridi, vitki i bambusni lemuri folivori. Prema tome mnogi strepsirini su frugivori (jedu voće), a drugi kao što su prstenorepi lemur i mišji lemuri su omnivori (jedu mešavinu voća, lišća i hranu životinjskog porekla).
Među adapiformima, čini se da je bilo najviše poklonika voćne ishrane (frugivori), posebno onih srednje veličine do velikih vrsta, kao što su Cantius, Pelycodus i Cercamonius. Listojednih (folivori) je bilo između srednje velikih i onih veličine adapiformnih, uključujući i Smilodectes, Notharctus, Adapis i Leptadapis. Oštri vrhovi na zubima nekih manjih adapiformnih praprimata, kao što su Anchomomys i Donrussellia, ukazuju na to da su oni verovatno bili ili delomično ili prvenstveno bubojedi (insektivori).

## Napomene
1. ↑  Mada je monofiletički odnos između lemura i lorisoida široko prihvaćen, ime njihove klade nije. Termin lemuriform se ovde koristi jer je izvedeno iz jedne popularne taksonomije koja grupiše nekoliko postojećih klada primata u jedan infrared, a izumrle adapiforme u drugi, oba od kojih su u podredu Strepsirrhini.[1][2] Jedna druga popularna alternativna taksonomija stavlja lorisoide u njihov zaseban infrared, Lorisiformes.[3]

## Literatura
- Ankel-Simons, F. (2007). Primate Anatomy (3rd изд.). Academic Press. ISBN 978-0-12-372576-9.
- Beard, K. C. (1988). „The phylogenetic significance of strepsirhinism in Paleogene primates”. International Journal of Primatology. 9 (2): 83—96. S2CID 32127974. doi:10.1007/BF02735730.
- Campbell, C. J.; Fuentes, A.; MacKinnon, K. C.; Bearder, S. K.; Stumpf, R. M, ур. (2011). Primates in Perspective (2nd изд.). Oxford University Press. ISBN 978-0-19-539043-8.
  - Gould, L.; Sauther, M.; Cameron, A. (2011). „Chapter 5: Lemuriformes”. Primates in Perspective. стр. 55—79.
  - Hartwig, W. (2011). „Chapter 3: Primate evolution”. Primates in Perspective. стр. 19—31.
  - Nekaris, N. A. I.; Bearder, S. K. (2011). „Chapter 4: The lorisiform primates of Asia and mainland Africa: Diversity shrouded in darkness”. Primates in Perspective. стр. 34—54.
- Cartmill, M. (2010). „Primate Classification and Diversity”.  Ур.: Platt, M.; Ghazanfar, A. Primate Neuroethology. Oxford University Press. стр. 10—30. ISBN 978-0-19-532659-8.
- Cartmill, M.; Smith, F. H. (2011). The Human Lineage. John Wiley & Sons. ISBN 978-1-118-21145-8.
- Cloninger, C. R.; Kedia, S. (2011). „Chapter 5: The phylogenesis of human personality: Identifying the precursors of cooperation, altruism, and well-being”.  Ур.: Sussman, R. W.; Cloninger, C. R. Origins of Altruism and Cooperation. Springer. ISBN 978-1-4419-9519-3.
- Dagosto, M. (1988). „Implications of postcranial evidence for the origin of euprimates”. Journal of Human Evolution. 17 (1–2): 35—77. doi:10.1016/0047-2484(88)90048-6.
- Dunkel, A. R.; Zijlstra, J. S.; Groves, C. P. (2012). „Giant rabbits, marmosets, and British comedies: etymology of lemur names, part 1” (PDF). Lemur News. 16: 64—70. ISSN 1608-1439. Архивирано из оригинала (PDF) 06. 11. 2016. г. Приступљено 16. 04. 2019.
- Fitch-Snyder, H.; Livingstone, K. (2008). „Lorises: The Surprise Primate”. ZooNooz: 10—14. ISSN 0044-5282.
- Fichtel, C.; Kappeler, P. M. (2009). „Chapter 19: Human universals and primate symplesiomorphies: Establishing the lemur baseline”.  Ур.: Kappeler, P. M.; Silk, J. B. Mind the Gap: Tracing the Origins of Human Universals. Springer. стр. 395—426. ISBN 978-3-642-02724-6.
- Franzen, J. L.; Gingerich, P. D.; Habersetzer, J.; Hurum, J. H.; Von Koenigswald, W.; Smith, B. H. (2009).  J., Hawks, ур. „Complete primate skeleton from the Middle Eocene of Messel in Germany: morphology and paleobiology”. PLOS ONE. 4 (5): e5723. Bibcode:2009PLoSO...4.5723F. PMC 2683573 . PMID 19492084. doi:10.1371/journal.pone.0005723 .
- Geoffroy Saint-Hilaire, É. (1812). „Suite au tableau des quadrumanes. Seconde famille. Lemuriens. Strepsirrhini”. Annales du Muséum d'Histoire Naturelle (на језику: French). 19: 156—170.
- Gingerich, P. D. (1975). „A new genus of Adapidae (Mammalia, Primates) from the Late Eocene of Southern France, and its significance for the origin of higher primates”. Contributions from the Museum of Paleontology, University of Michigan. 24 (15): 163—170. hdl:2027.42/48482.
- Godinot, M. (1998). „A summary of adapiform systematics and phylogeny”. Folia Primatologica. 69 (suppl. 1): 218—249. S2CID 84469830. doi:10.1159/000052715.
- Godinot, M. (2006). „Lemuriform origins as viewed from the fossil record”. Folia Primatologica. 77 (6): 446—464. PMID 17053330. S2CID 24163044. doi:10.1159/000095391.
- Gould, L.; Sauther, M.L, ур. (2006). Lemurs: Ecology and Adaptation. Springer. ISBN 978-0-387-34585-7.
  - Cuozzo, F.P.; Yamashita, N. (2006). „Chapter 4: Impact of Ecology on the Teeth of Extant Lemurs: A Review of Dental Adaptations, Function, and Life History”. Lemurs: Ecology and Adaptation. стр. 67—96. ISBN 978-0-387-34585-7.
  - Tattersall, I. (2006). „Chapter 1: Origin of the Malagasy Strepsirhine Primates”. Lemurs: Ecology and Adaptation. Springer. стр. 3—18. ISBN 9780387345864.
- Groves, C. P. (1998). „Systematics of tarsiers and lorises”. Primates. 39 (1): 13—27. S2CID 10869981. doi:10.1007/BF02557740.
- Groves, C.P. (2005). „Strepsirrhini”.  Ур.: Wilson, D.E.; Reeder, D. M. Mammal Species of the World: A Taxonomic and Geographic Reference (на језику: енглески) (3 изд.). Baltimore: Johns Hopkins University Press. стр. 111. ISBN 0-801-88221-4. OCLC 62265494.
- Groves, C. P. (2008). Extended Family: Long Lost Cousins: A Personal Look at the History of Primatology. Conservation International. ISBN 978-1-934151-25-9.
- Gunnell, G.F.; Rose, K.D.; Rasmussen, D.T. (2008). „Euprimates”.  Ур.: Janis, C.M.; Gunnell, G.F.; Uhen, M.D. Evolution of Tertiary Mammals of North America. Volume 2: Small Mammals, Xenarthrans, and Marine Mammals. Cambridge, England; New York: Cambridge University Press. стр. 239—262. ISBN 978-0-521-78117-6.
- Hartwig, W. C, ур. (2002). The primate fossil record. Cambridge University Press. ISBN 978-0-521-66315-1.
  - Beard, K. C. (2002). „Chapter 9: Basal anthropoids”. The primate fossil record. стр. 133—149.
  - Covert, H. H. (2002). „Chapter 3: The earliest fossil primates and the evolution of prosimians: Introduction”. The primate fossil record. стр. 13—20.
  - Gebo, D. L. (2002). „Chapter 4: Adapiformes: Phylogeny and adaptation”. The primate fossil record. стр. 21—44.
  - Godfrey, L. R.; Jungers, W. L. (2002). „Chapter 7: Quaternary fossil lemurs”. The primate fossil record. стр. 97—121.
- Jenkins, P. D.; Napier, P. H. (1987). Catalogue of Primates in the British Museum (Natural History) and elsewhere in the British Isles, Part 4, Suborder Strepsirrhini, including the subfossil Madagascan lemurs and family Tarsiidae. British Museum (Natural History). ISBN 978-0-565-01008-9.
- Miller, E. R.; Gunnell, G. F.; Martin, R. D. (2005). „Deep Time and the Search for Anthropoid Origins” (PDF). American Journal of Physical Anthropology. 128: 60—95. PMID 16369958. doi:10.1002/ajpa.20352. Архивирано из оригинала (PDF) 18. 04. 2012. г. Приступљено 16. 04. 2019.
- Mittermeier, R. A.; Rylands, A. B.; Konstant, W. R. (1999). „Primates of the world: An introduction”.  Ур.: Nowak, R. M. Walker's Mammals of the World (6th изд.). Johns Hopkins University Press. стр. 1—52. ISBN 978-0-8018-6251-9.
- Nekaris, K. A. I.; Shepherd, C. R.; Starr, C. R.; Nijman, V. (2010). „Exploring cultural drivers for wildlife trade via an ethnoprimatological approach: a case study of slender and slow lorises (Loris and Nycticebus) in South and Southeast Asia”. American Journal of Primatology. 72 (10): 877—886. PMID 20806336. S2CID 21711250. doi:10.1002/ajp.20842.
- Ollivier, F. J.; Samuelson, D. A.; Brooks, D. E.; Lewis, P. A.; Kallberg, M. E.; Komaromy, A. M. (2004). „Comparative morphology of the tapetum lucidum (among selected species)”. Veterinary Ophthalmology. 7 (1): 11—22. PMID 14738502. doi:10.1111/j.1463-5224.2004.00318.x.
- Osman Hill, W.C. (1953). Primates Comparative Anatomy and Taxonomy I—Strepsirhini. Edinburgh Univ Pubs Science & Maths, No 3. Edinburgh University Press. OCLC 500576914.
- Overdorff, D. J.; Tecot, S. R. (2006). „Chapter 11: Social pair-bonding and resource defense in wild red-bellied lemurs (Eulemur rubriventer)”.  Ур.: Gould, L.; Sauther, M. L. Lemurs: Ecology and Adaptation. Springer. стр. 235—254. ISBN 978-0-387-34585-7. doi:10.1007/978-0-387-34586-4_11.
- Plavcan, J. M. (2004). „Chapter 13: Sexual selection, measures of sexual selection, and sexual dimorphism in primates”.  Ур.: Kappeler, P. M.; van Schaik, C. P. Sexual Selection in Primates: New and Comparative Perspectives. Cambridge University Press. стр. 230—252. ISBN 978-0-521-53738-4.
- Pocock, R. I. (1918). „On the external characters of the lemurs and of Tarsius”. Proceedings of the Zoological Society of London. 1918 (1–2): 19—53. doi:10.1111/j.1096-3642.1918.tb02076.x.
- Rasmussen, D. T.; Nekaris, K. A. I. (1998). „Evolutionary history of lorisiform primates” (PDF). Folia Primatologica. 69 (suppl 1) (7): 250—285. PMID 9595692. S2CID 14113728. doi:10.1159/000052716.
- Rose, K. D. (2006). The Beginning of the Age of Mammals. Johns Hopkins University Press, Baltimore. ISBN 978-0-8018-8472-6.
- Steiper, M. E.; Seiffert, E. R. (2012). „Evidence for a convergent slowdown in primate molecular rates and its implications for the timing of early primate evolution”. Proceedings of the National Academy of Sciences. 109 (16): 6006—6011. Bibcode:2012PNAS..109.6006S. PMC 3341044 . PMID 22474376. doi:10.1073/pnas.1119506109 .
- Sussman, R. W. (2003). Primate Ecology and Social Structure. Pearson Custom Publishing. ISBN 978-0-536-74363-3.
- Szalay, F.S.; Delson, E. (1980). Evolutionary History of the Primates. Academic Press. ISBN 978-0-12-680150-7. OCLC 893740473.
- Tabuce, R.; Marivaux, L.; Lebrun, R.; Adaci, M.; Bensalah, M.; Fabre, P. -H.; Fara, E.; Gomes Rodrigues, H.; Hautier, L.; Jaeger, J. -J.; Lazzari, V.; Mebrouk, F.; Peigne, S.; Sudre, J.; Tafforeau, P.; Valentin, X.; Mahboubi, M. (2009). „Anthropoid versus strepsirhine status of the African Eocene primates Algeripithecus and Azibius: Craniodental evidence” (PDF). Proceedings of the Royal Society B: Biological Sciences. 276 (1676): 4087—4094. PMC 2821352 . PMID 19740889. doi:10.1098/rspb.2009.1339. Генерални сажетак – Science Daily (15. 9. 2009).
- Vaughan, T.; Ryan, J.; Czaplewski, N. (2011). „Chapter 12: Primates”. Mammalogy (5th изд.). Jones & Bartlett Learning. ISBN 978-0-7637-6299-5.
- Whitten, P. L.; Brockman, D. K. (2001). „Chapter 14: Strepsirrhine reproductive ecology”.  Ур.: Ellison, P. T. Reproductive Ecology and Human Evolution. Transaction Publishers. стр. 321—350. ISBN 978-0-202-30658-2.
- Williams, B. A.; Kay, R. F.; Christopher Kirk, E.; Ross, C. F. (2010). „Darwinius masillae is a strepsirrhine—a reply to Franzen et al. (2009)” (PDF). Journal of Human Evolution. 59 (5): 567—573; discussion 573—9. PMID 20188396. doi:10.1016/j.jhevol.2010.01.003. Архивирано из оригинала (PDF) 17. 5. 2013. г.
- Wright, P. C, ур. (2003). Tarsiers: Past, Present, and Future. Rutgers University Press. ISBN 978-0-8135-3236-3.
  - Schwartz, J. H. (2003). „Chapter 3: How close are the similarities between Tarsius and other primates?”. Tarsiers: Past, Present, and Future. стр. 50—96.
  - Simons, E. L. (2003). „Chapter 1: The fossil record of tarsier evolution”. Tarsiers: Past, Present, and Future. стр. 9—34.
  - Yoder, A. D. (2003). „Chapter 7: The phylogenetic position of the genus Tarsius: Who's side are you on?”. Tarsiers: Past, Present, and Future. стр. 161—175. ISBN 978-0-8135-3236-3.